# Schlacht am Rimnik

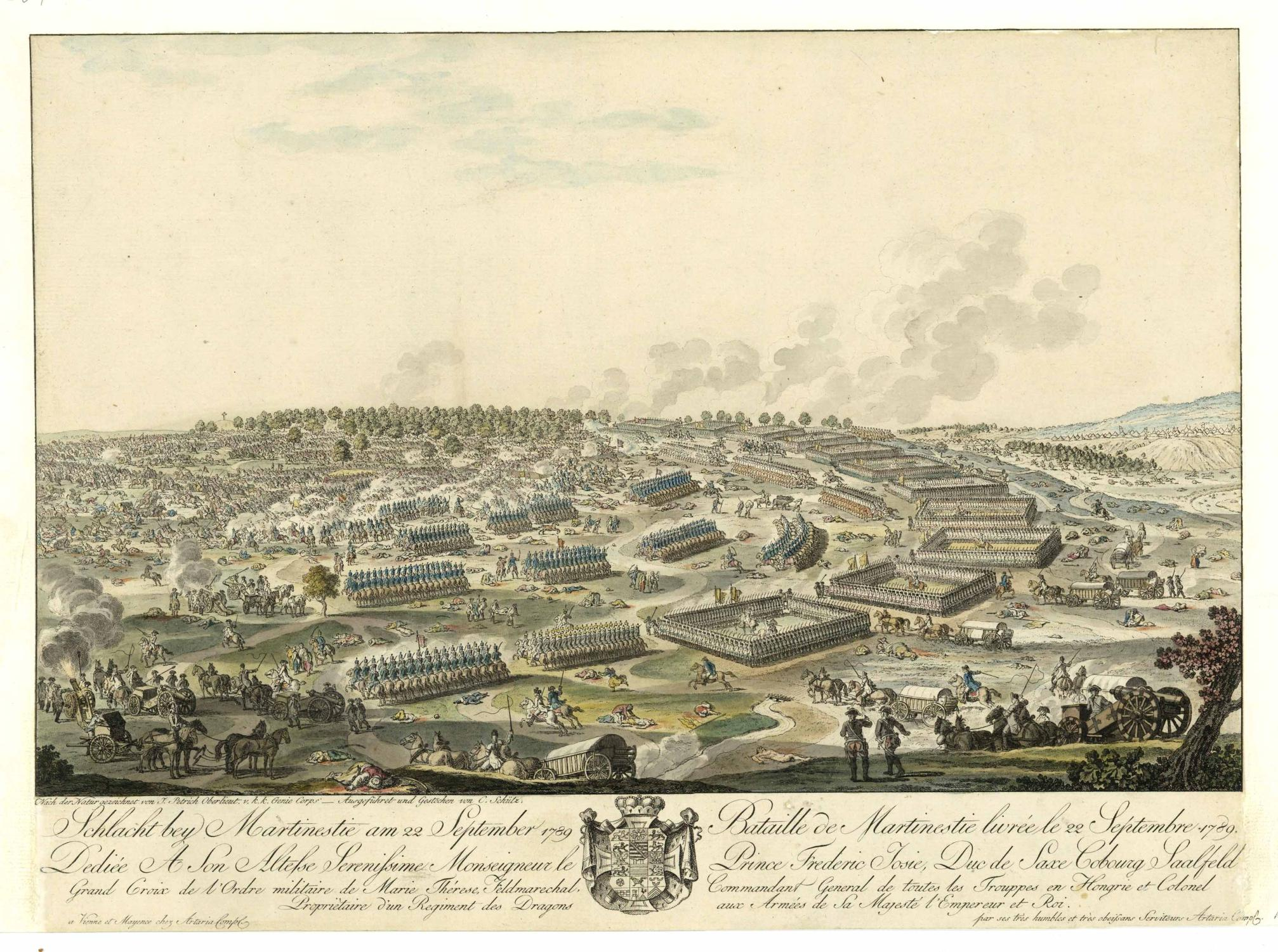
Schlacht von Martinesti

Die Schlacht bei Mărtinești am Rimnik fand während des Russisch-Österreichischen Türkenkrieges an der Grenze von Bessarabien statt. Am 22. September 1789 schlugen 23.000 verbündete Russen und Österreicher das etwa 100.000 Mann starke türkische Heer vollständig. Wenn in der vorangegangenen Schlacht von Focșani die Streitkräfte der Gegner ungefähr gleich waren, griffen die russisch-österreichischen Streitkräfte am Fluss Rimnik vierfach überlegene Streitkräfte an. Nach fast ununterbrochen etwa 12 Stunden dauerndem Kampf brachen die Verbündeten in das letzte befestigte Lager der türkischen Armee ein. Der russische Oberbefehlshaber Alexander W. Suworow wurde für den Sieg bei Mărtinești mit dem Namenszusatz „Rymnikski“ (von Rymnik) geehrt.

## Vorgeschichte
Im Frühjahr 1789 begannen die Türken ihre Operationen in Bessarabien mit drei Angriffsgruppen unter Kara-Mehmet, Jakub Aga und Ibrahim Pascha.
Die russische Südarmee stand unter Feldmarschall Grigori Potemkin und wurde aus der Jekaterinoslawer und der Ukrainischen Armee (Fürst Nikolai Repnins) zusammengesetzt. Eine dritte Armee in Moldau wurde Fürst Rumjanzew übertragen, ein österreichisches Korps (18.000 Mann) unter Prinz Friedrich Josias von Sachsen-Coburg unterstützte letzteres von Westen her.

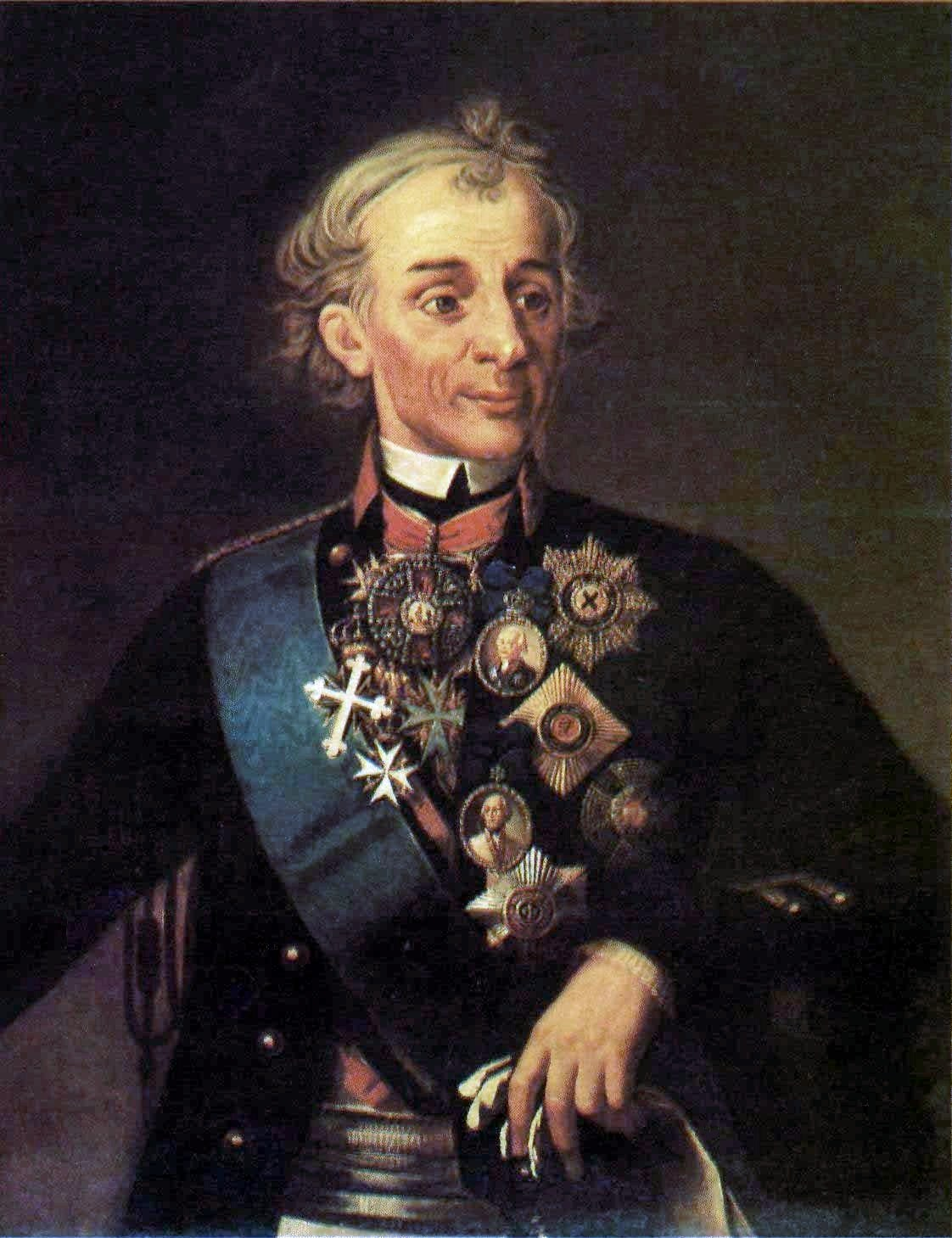
Alexander Wassiljewitsch Suworow (1730–1800); Porträt von George Dawe (ca. 1830)

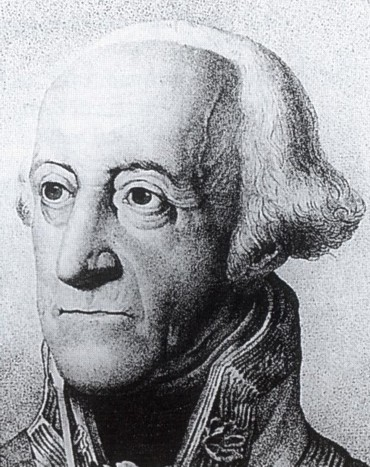
Friedrich Josias von Sachsen -Coburg

Die russische Hauptarmee belagerte die Festung Bender. Potemkin kümmerte sich um eine weitere Aufstockung seiner Armee und zog dort fast alle russischen Truppen zusammen.
Anfang August befand sich das russische Korps Suworow (12 Bataillone, 3 Karabiner- und 2 Kosakenregimenter) als Teil der Ukrainischen Armee in der Nähe der Stadt Birlat und hatte die Aufgabe, die Verbindung zu den im Raum Focsani stehenden Österreichern zu halten.
Die Türken mussten aus taktischen Gründen wieder in die Offensive übergehen und sahen zunächst die Chance, das isoliert stehende österreichische Korps unter Prinz Friedrich Josias von Sachsen-Coburg in Moldawien zu schlagen und sich dann gegen die Russen zu wenden. Der schnelle Anmarsch Suworows unterstützte den Prinzen Coburg am 1. August (21. Juli) 1789 in der Schlacht von Focsani, die besiegten Türken suchten Zuflucht in Festungen entlang der Donau. So schnell, wie Suworow zu Hilfe gekommen war, so schnell marschierte er über Adjud nach Birlad zurück.
Alle Informationen über die osmanischen Streitkräfte, die das russische Oberkommando bis zum 20. August (31. August) erhielt, deuteten nicht auf neue Angriffsaktionen der Türken hin, doch Anfang September gingen Nachrichten ein, dass die Türken ihre militärische Präsenz wieder über das linke Donauufer ausgeweitet hatten.
Der neu ernannte türkische Oberbefehlshaber Kethuda Hasan Pascha wollte den neuen Hauptschlag zwischen den alliierten österreichischen und russischen Truppen ansetzen, um die Verbündeten an der Wiedervereinigung zu hindern. Nach Ankunft der Reservearmee unter Cenaze Hasan Pascha marschierte die türkische Armee bei Braila auf und bedrohte das österreichische Korps neuerlich, diesmal mit fünffach überlegener Truppenzahl. Der Prinz von Coburg sandte wieder einen Boten zu den Russen und bat um Unterstützung. Suworow sagte wieder zu und brach sofort mit 7000 Mann auf. Um den Türken zuvorzukommen, musste ein fast hundert Kilometer langer, etwa zweitägiger Marsch vollzogen werden.
Der Großvesir, der ein starkes Korps unter Cezayirli Gazi Hasan Pascha nach Tobak Falci vorausgesandt hatte, versammelte die Hauptmacht mit etwa 85.000 Mann und 85 Kanonen am Unterlauf der Donau bei Braila. Der Großwesir wollte mit seiner zahlenmäßigen Übermacht die Österreicher zerschlagen und in derselben Nacht nach Birlat vorrücken und dann die ihm bekannt geworden kleine russische Truppenmacht von Suworow erdrücken. Dann sollte die Offensive gegen Iași fortgesetzt werden, um sich wieder den dorthin marschierenden Streitkräften unter Cezairli Gazi Hasan Pascha anzuschließen. Ein weiteres türkisches Korps, das von Kethüda Hassan Pascha kommandiert wurde, hatte während dieser Operationen die Armee des Fürsten Repnin abzulenken, so dass dieser nicht die rechte Flanke der Angriffsoperationen bedrohen konnte. Nachdem Yusuf Pascha 80.000 Menschen mit 85 Kanonen gesammelt hatten, überquerten seine Truppen die Donau bei Braila und marschierten an den Fluss Rimnik.
Der russische Befehlshaber Potemkin blieb zwar weiterhin passiv, aber Prinz Nikolai Repnin, der in Südbessarabien kommandierte, besiegte ein türkisches Korps am 7. September (18. September) am Fluss Sulci, eine vorgeschobene Division unter General Wilhelm Derfelden konnte den Gegner nacheinander in den Gefechten bei Birlad und Maximin schlagen.
Am 10. September (21. September) kamen Suworows Truppen, die den Sereth überquert hatten und unter teils regnerischen Bedingungen in 70 Stunden etwa 85 Meilen zurückgelegt hatten, in Focsani an und schlossen sich dem Korps des Fürsten von Coburg an.

## Die Schlacht

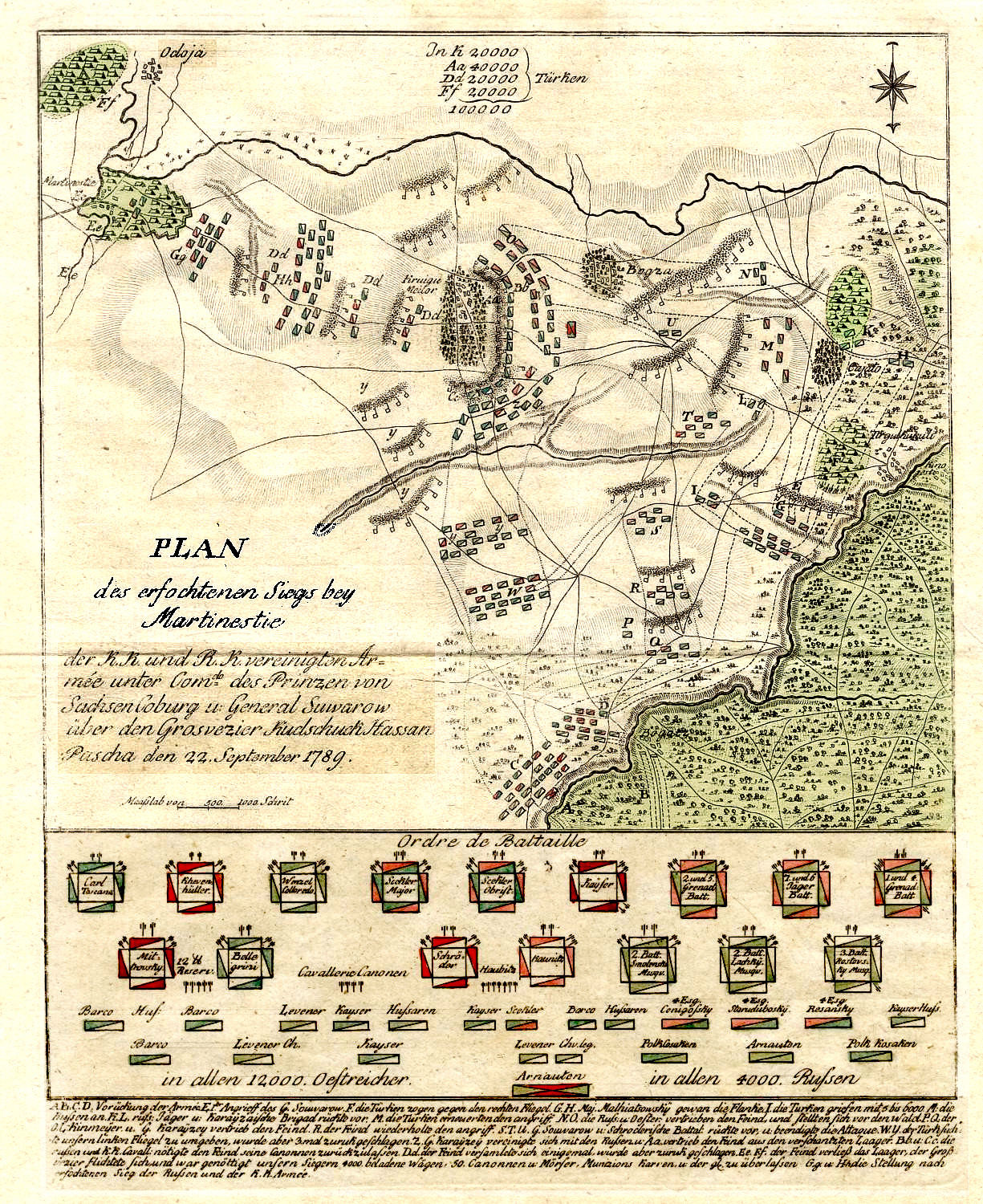
Perspektive Nordwest nach Ost

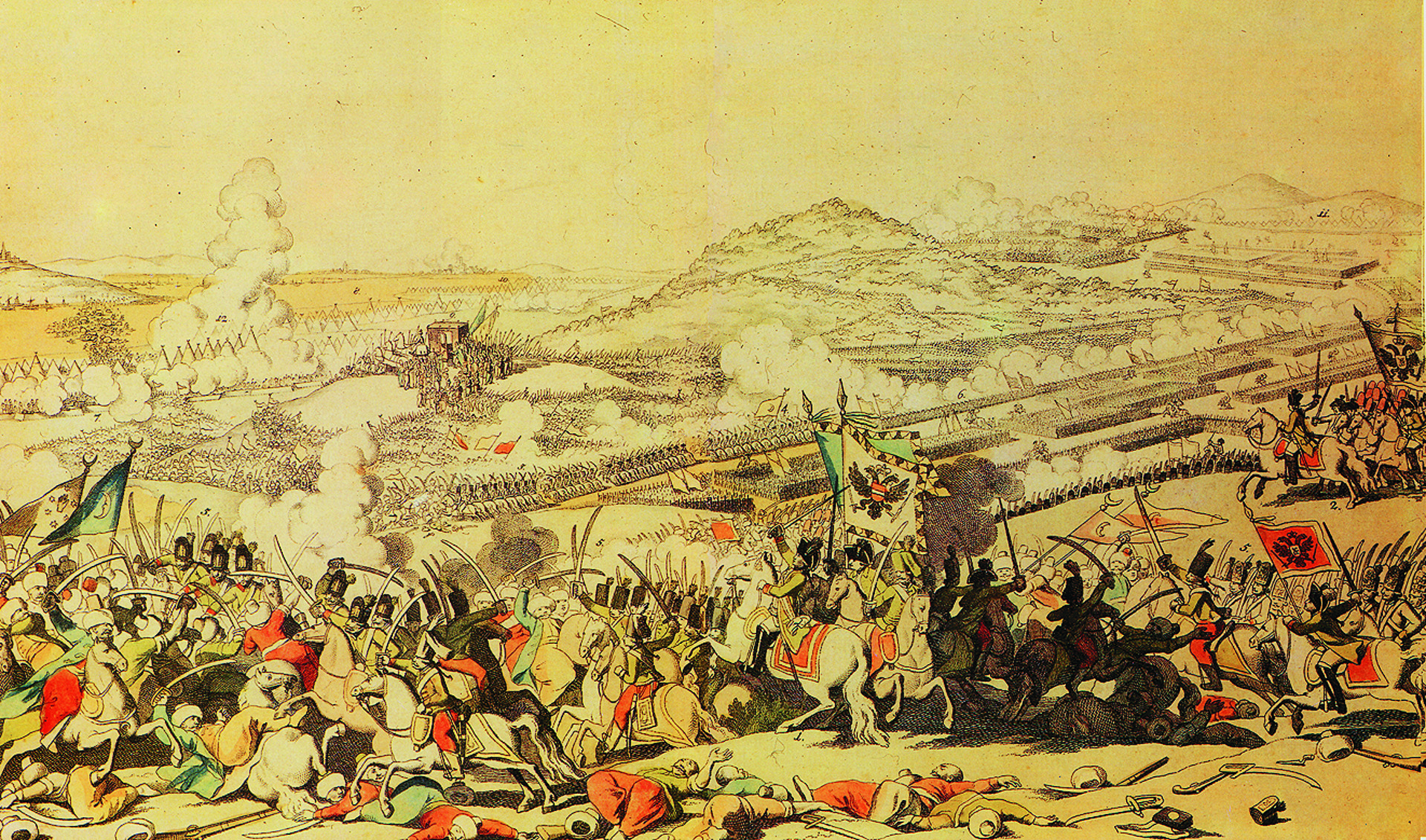
Die Schlacht um das Hauptlager

Am Fluss Rimna waren am 21. September etwa 25.000 Mann (18.000 Österreicher und 7.000 Russen) und 103 Kanonen vereinigt. Beim Kriegsrat bestand Suworow auf einem sofortigen Angriff. Der Prinz von Coburg wies auf die Gefahr hin, dass die Türken über eine starke Artillerie verfügten und seine Aufklärung zumindest eine vierfache Übermacht festgestellt hatte. Suworows Soldatennatur entgegnete, dass bei einer solchen Ungleichheit nur ein schneller, kühner Angriff zum Erfolg führen könne, und fügte gemäß dem antiken spartanischen Waffenspruch noch keck hinzu: „Es gibt aber immer noch nicht genug von ihnen, um die Sonne für uns zu verdunkeln.“ Der Prinz von Coburg brachte dann weitere Argumente gegen den Angriff vor: die starke Erschöpfung der russischen Truppen durch ihren Anmarsch, die starke Position der türkischen Stellungen etc. All diese Umstände widersprächen einem eigenen Angriff. Suworow erklärte am Ende knapp, wenn Coburg seinen Angriffsplan nicht teile, dann würden seine Russen die Türken auch allein angreifen. Die Österreicher waren dadurch gezwungen, dem Angriff zuzustimmen.
Der Raum zwischen den Flüssen Rimna und Rimnik, in dem der Großwesir seine Armee konzentrierte, war Kreuzungspunkt der Route vom Fluss Buceau zum Dorf Târgu-Cuculi; von großer Bedeutung zur Kontrolle der dortigen Übergänge war der Besitz des Dorfes Martinesti. In einer befestigten Position in der Nähe von Târgu-Cuculi befanden sich 12.000 Soldaten unter der Führung von Hadschi Saltari Pascha, diese umfassten die Reste der osmanischen Truppen, die am 1. August bei Focsani besiegt worden waren. In Raum westlich von Marinesti lag die Hauptmacht des Großwesirs unter der taktischen Führung von Agi Pascha. Etwa 70.000 Soldaten, davon 20.000 Janitscharen, lagen am westlichen Ufer in den Wäldern zwischen den Dörfern Kayata und Bocsa, das Hauptlager befand sich bei der Anhöhe von Crângul Meilor. Yusuf Pascha selbst befand sich mit der Reserve im Lager nahe dem Dorf Odaya und überquerte den Rimnik noch nicht.
Der russische Befehlshaber beschloss noch am Abend, das festgestellte vorgeschobene türkische Lager bei Târgu-Cuculi zu umgehen und zuerst anzugreifen, derweil sollten die Österreicher den Russen die linke Flanke und den Rücken decken und die Hauptmacht der Türken auf sich ziehen. Die Hoffnung Suworows beruhte auf der Schnelligkeit des Handelns. Die Türken waren trotz zahlreicher Kavallerie nicht in der Lage, eine effektive Erkundung des Gegners zu organisieren, und versäumten den rechtzeitigen Schutz der Flussübergänge am Rimna. Suworows Truppen näherten sich dem Lager von Târgu-Cuculi auf einer Entfernung von 1,5 km und gerieten sogleich unter Artilleriefeuer. Es gelang den Russen nicht nur, die türkische Artillerie fast verlustlos zu unterlaufen und einen schlecht organisierten Gegenangriff türkischer Reiter abzuschlagen, sondern auch nach einem heftigen Sturmangriff das gegnerische Lager zu nehmen und die Türken über den Rimna zu werfen. Nach der Erstürmung des ersten Lagers rückten die russischen Truppen vor und setzen ihre Offensive gegen die türkische Hauptmacht beim Dorf Bocsa fort. In der Zwischenzeit waren die österreichischen Truppen nördlich davon während ihres Überganges von etwa 15.000 türkischen Reitern angegriffen worden. Die Türken hatten die Gefahr der Umfassung von Süden zwar erkannt, wollten aber für die folgende Schlacht in erster Linie die verbündeten Streitkräfte getrennt halten.
Leichte ungarische Kavallerie unter General Andras Karaczay stellte auf dem rechten Flügel des österreichischen Korps die Verbindung zu den Russen wieder her. Sachsen-Coburg ließ an seiner rechten Flanke zwei Karrees im ersten Treffen und vier Karrees im zweiten bilden, damit die türkischen Reiter davon abgehalten werden konnten, dem Lager von Târgu-Cuculi zu Hilfe zu kommen. Die übrigen drei Treffen der Österreicher formierten ihre Front in einer gleichlaufenden Linie mit dem diesseits des Rimnik-Flusses stehenden Lager des Großwesirs.
Suworows Truppen eroberten derweil auch die türkischen Befestigungen in der Nähe von Bocsa und schlossen sich den österreichischen Truppen an. Nach einer halben Stunde Kampfpause begann um 15:00 Uhr nachmittags der Hauptkampf im Wald von Crângul Meilor. Die österreichischen Truppen griffen das Zentrum des türkischen Hauptlagers an. Suworow stellte schnell fest, dass die Befestigungen im südlichen Abschnitt des Lagers noch nicht fertiggestellt waren, und beschloss sofort, hier seine Kavallerie anzusetzen. Die Kavallerie drang schnell in das ungedeckte Lager ein, gefolgt von der Infanterie, welche dort eine Panik erzeugte, die zu Auflösungen und zum fluchtartigen Rückzug an den Rimnik bei Mărtinești ausartete.
Yusuf Paschas Versuch, die Verteidigung des Übergangs am Rimnik zu organisieren, misslang, nachdem seine Verteidigung von der großen Anzahl türkischer Soldaten, die in Panik zurückfluteten, einfach überrannt wurden. Der Großwesir, der mit der Arrieregarde den Fluss überquerte, befahl die Zerstörung der Brücke und überließ das Gros seiner Armee ihrem Schicksal. Tausende Türken ertranken während des Flussüberganges, es gab hier mehr Opfer als während der ganzen Schlacht.
Einige der osmanischen Karren, Vorräte und Rinder, die das andere Ufer erreichten, wurden zudem von den dortigen Einheimischen geplündert. Nachdem Yusuf Pascha sein geschlagenes Heer jenseits der Donau bei Măcin wieder versammelt hatte, zählte er nur noch 15.000 Mann.

## Ausgang und Folgen
Der Sieg der Verbündeten war vollständig: Der Verlust der Verbündeten in der Schlacht am Rimnik betrug gemäß der wenig glaubhaften Überlieferung nur etwa 600 Mann, davon nur 200 bei den Russen. Aber bis zu 20.000 Mann der türkischen Streitkräfte waren getötet, ertrunken, verwundet oder gefangen genommen worden. Viele der geschlagenen Truppenteile waren während der Schlussphase der Schlacht vom Schlachtfeld geflohen und waren vermisst. Gazi Hasan Pascha überlebte die Niederlage nicht lange und starb bald darauf am 30. März 1790 in Schumla.
Nach der Schlacht erhielt Suworow den Orden des Heiligen Georg 1. Klasse. Von der Kaiserin erhielt er den Titel des Grafen Rymnikowski, vom österreichischen Kaiser wurde er zum Grafen des Heiligen Römischen Reiches ernannt. Außerdem wurden auch andere hervorragende Befehlshaber des Feldzuges von der Zarin Katharina ausgezeichnet, darunter Fürst Schakhowski, Generalleutnant Derfelden, die Obersten Miklaschewski und Scherstow sowie andere Offiziere.
Der russische Oberbefehlshaber Potemkin, der Suworow den Sieg nicht gönnte, nutzte den günstigen Moment zur Generaloffensive nicht aus und blieb vor Bender stehen. Er befahl nur der Division des Generals Gudowitsch, auch die türkischen Stützpunkte in Khadjibey und Akkerman anzugreifen. Im November ergab sich endlich auch Bender, womit der Feldzug von 1789 endete.